# Klášter Veruela
Klášter Veruela je španělský cisterciácký klášter na hranici provincií Soria a Zaragoza.

## Historie kláštera
Roku 1171 se Pedro de Atarés z vděčnosti za záchranu života v horách Moncayo rozhodl poděkovat nebesům založením cisterciáckého kláštera. Po jednání s gaskoňským klášterem Escaladieu byl do Veruely vyslán nový konvent, který pomalu začal stavět. Architektura kláštera je velmi podobná dispozici kláštera Clairvaux. Dodnes je ve Veruele zachována hrobka Jany z Pernštejna, nejstarší dcery Vratislava "Nádherného" z Pernštejna, manželky Ferdinanda Aragonského.

## Fotogalerie

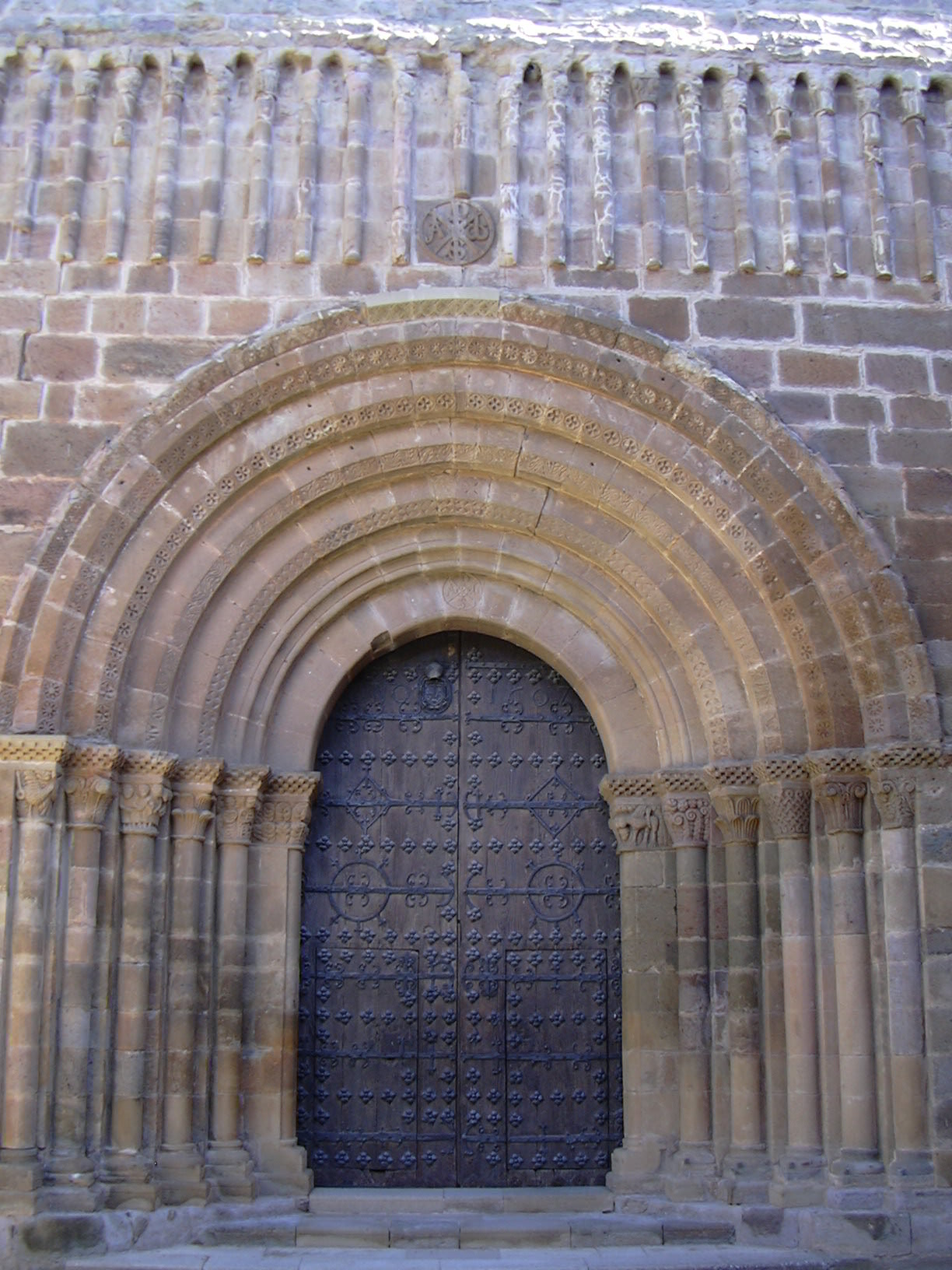
Vstup
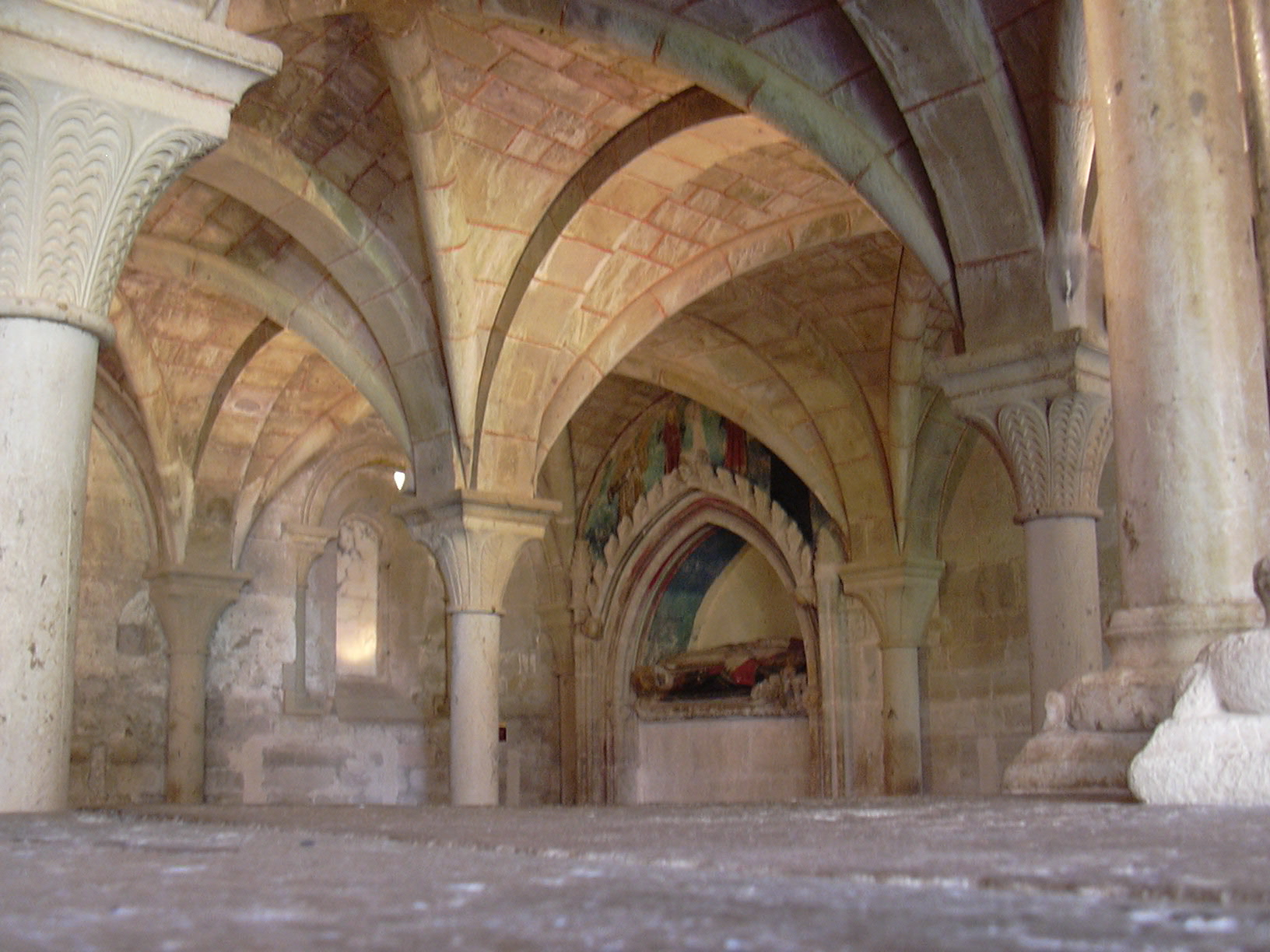
Kapitulní síň
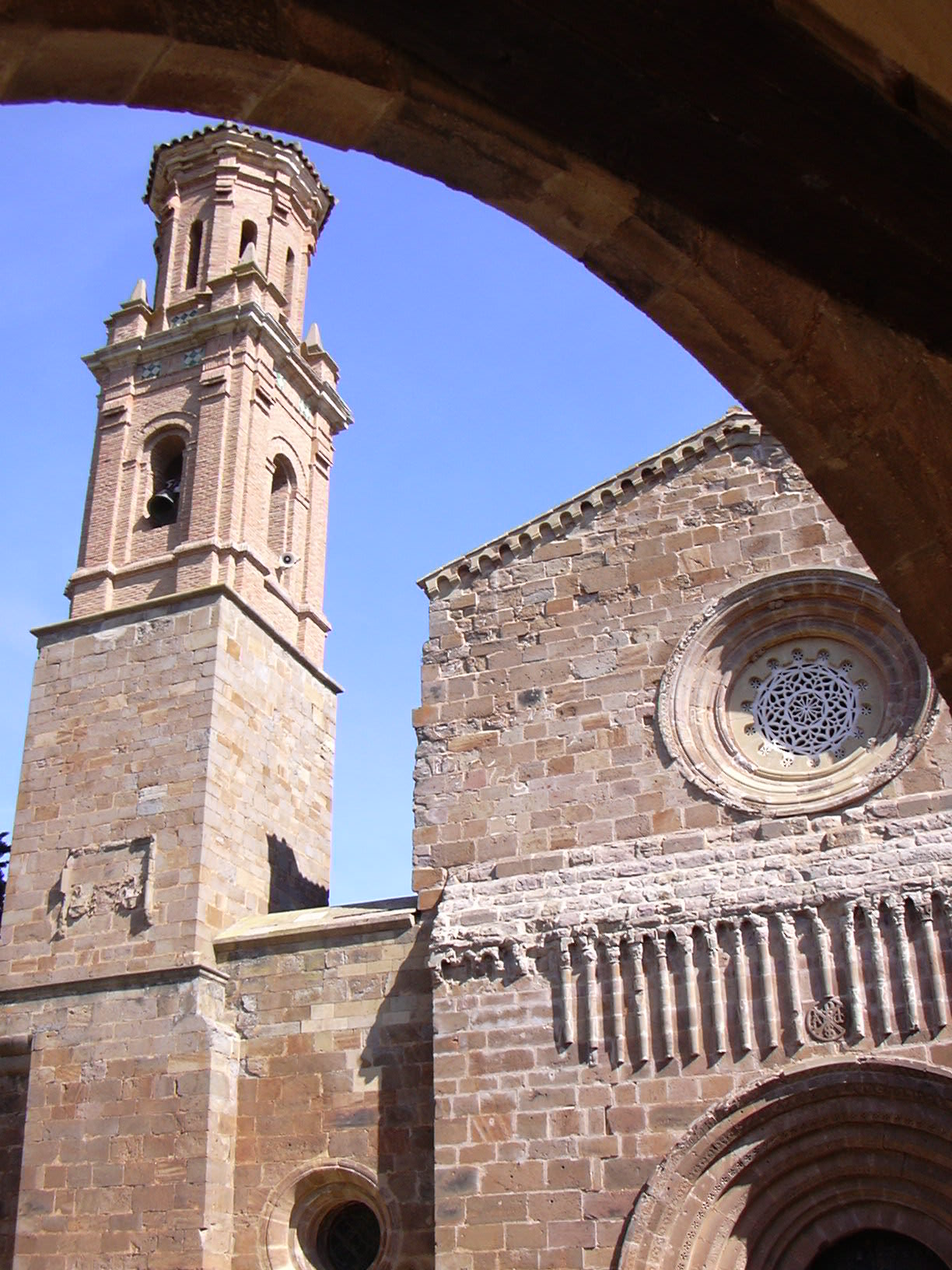
Vstup
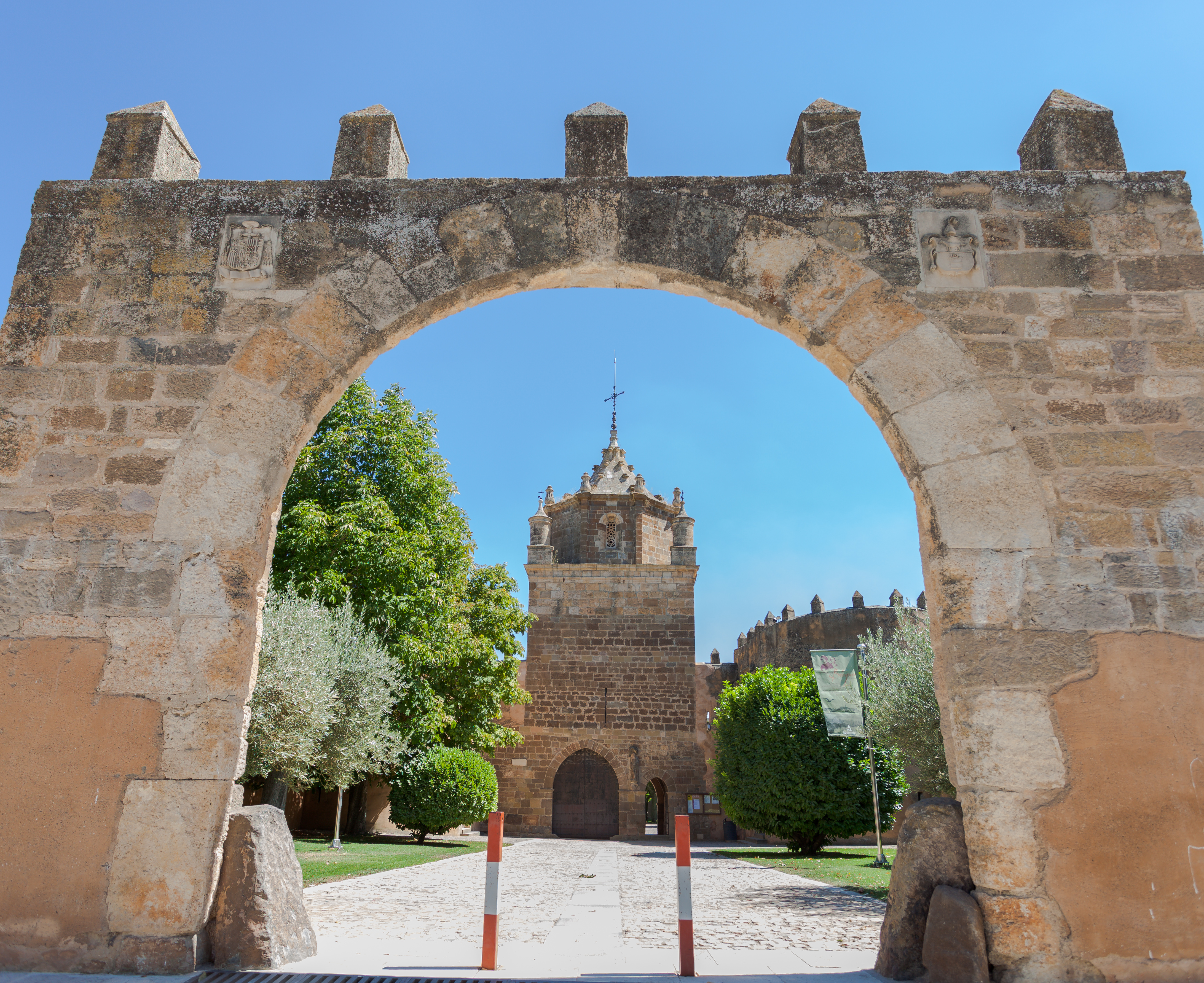
Vnější
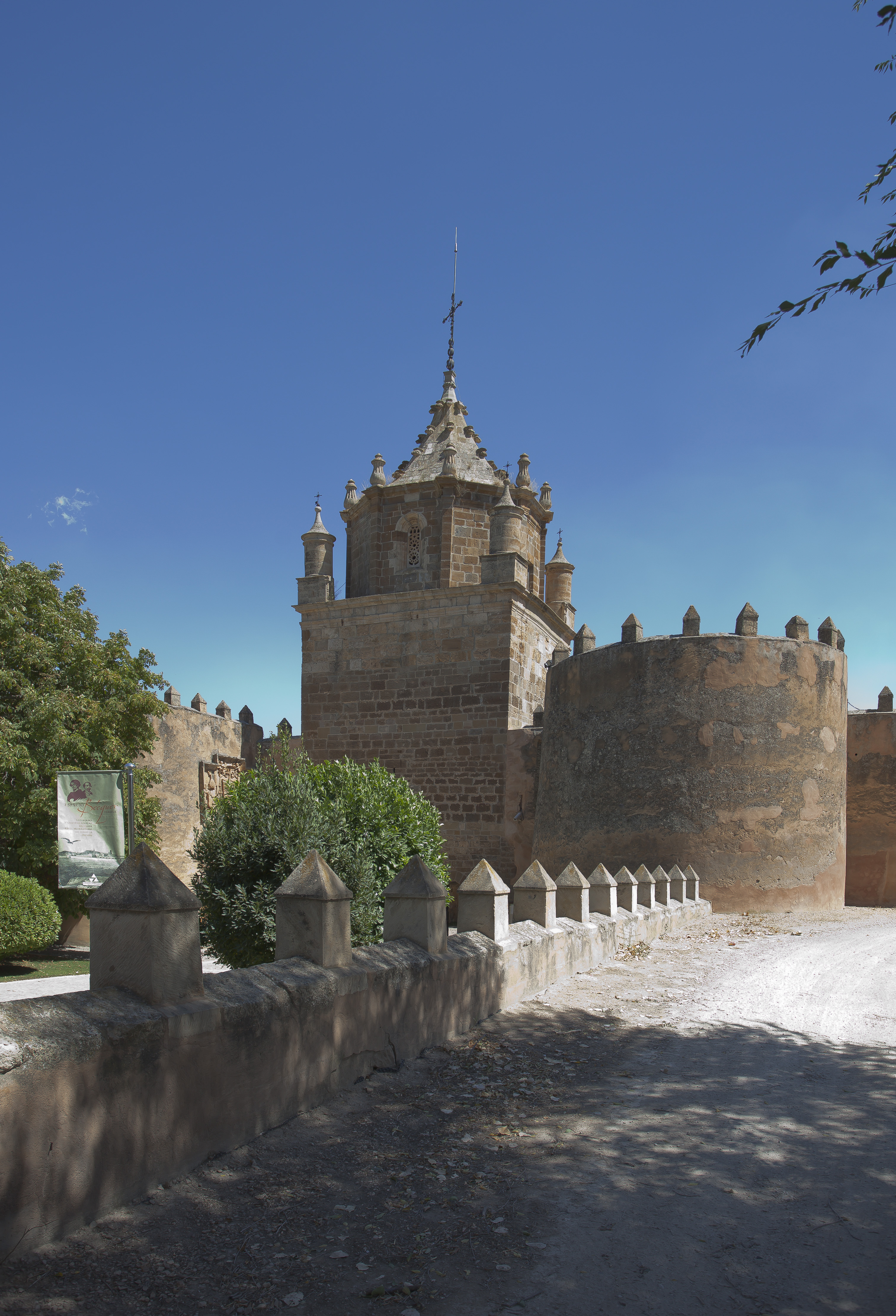
Vnější